# Смит, Эндрю
Сэр Эндрю Смит (англ. Andrew Smith) — английский врач-хирург, зоолог и исследователь.

## Биография
Изучал медицину в Университете Эдинбурга. Получил степень доктора медицины в 1819 году и ушёл в армию в качестве хирурга. В 1820 году он был командирован в Капскую колонию ухаживать за британскими военными, дислоцированными там. За долгое время пребывания в этой должности Смит стал авторитетом в области зоологии Южной Африки. В 1857 году он был избран действительным членом Королевского общества. 
В 1845 году он стал помощником сэра Джеймса Макгригора, создателя и первого начальника британского Королевского армейского медицинского корпуса. С 1853 года Эндрю Смит сам стал начальником корпуса. Он отвечал за организацию работы медицинских служб во время Крымской войны. Газета The Times и Флоренс Найтингейл обвиняли его в неэффективности и некомпетентности. Расследование специальной комиссии сняло с Эндрю Смита все обвинения и он получил почётные звания от университетов и научных обществ. Проблемы со здоровьем вынудили его подать в отставку в 1858 году. За свои заслуги он был посвящён в рыцари-командоры ордена Бани королевой Викторией в 1859 году.
Смит был автором монументального сочинения «Illustrations of the zoology of South Africa». (1838—1849). В главе под названием Hippopotamus он описал поведение бегемота (Hippopotamus amphibius). Он узнал, что до колонизации Нидерландами Мыса Доброй Надежды бегемоты обитали там всюду во всех больших реках, тогда как в 1849 году они исчезли за исключением немногих отдельных особей. Он рассказывал, что этот вид обладает большой проницательностью[что?] во время своей миграции, если им угрожает опасность со стороны вооружённых поселенцев. Такие массивные животные быстро преодолевали большие расстояния по суше, но в воде они передвигались лучше всего. Смит также наблюдал, что в районах проживания людей бегемоты питаются только ночью, поедая преимущественно травы, а также густые кустарники.

## Труды
- Illustrations of the zoology of South Africa. Smith, Elder & Co., London 1838-49.